# Proyecto de Cunningham
El Proyecto de Cunningham pretende encontrar factores de números grandes de la forma 
bn ± 1
para b = 2, 3, 5, 6, 7, 10, 11, 12 y exponentes grandes n. El proyecto se denominó por Allan Joseph Champneys Cunningham, que publicó la primera versión de la tabla junto con Herbert J. Woodall en 1925. A veces se refiere como uno de los actividades más antiguas en teoría de números computacional.
Una versión recientemente publicada de las tablas se puede encontrar en "Factorizations of bn ± 1, b = 2, 3, 5, 6, 7, 10, 11, 12 up to high powers" by John Brillhart, Derrick Henry Lehmer, John L. Selfridge, Bryant Tuckerman, & Samuel S. Wagstaff Jr., AMS (2002). La versión más reciente de las tablas se puede encontrar en Cunningham Project website.
La tabla de Brent-Montgomery-te Riele constituye una extensión para las tablas de Cunningham, de 12 < b < 1000.

## Enlaces
- Website for the Cunningham project
- Website for the Brent-Montgomery-te Riele table

- Datos: Q5194348